# I’ll Stand by You
I’ll Stand by You (englisch für „Ich stehe dir bei“) ist Lied der britisch-US-amerikanischen Rockband The Pretenders, das im April 1994 erschien.

## Entstehung und Veröffentlichung
Die Rockballade wurde von Pretenters-Frontfrau Chrissie Hynde, zusammen mit den Koautoren Tom Kelly und Billy Steinberg, geschrieben. Für die Produktion zeichnete Ian Stanley verantwortlich. In der BBC-Sendung Songwriters Circle erwähnt Hynde, dass es ihr peinlich sei, einen "Hit" schreiben zu wollen. Sie sagt weiter, dass sie sich besser fühlte, nachdem Noel Gallagher sagte, er wünschte, er hätte ihn geschrieben."
Die Erstveröffentlichung von I’ll Stand by You erfolgte als Single am 11. April 1994 bei WEA Records. Diese erschien als CD-Maxi-Single mit den B-Seiten Bold as Love und Rebel Rock Me (Katalognummer: 4509-96031-2). Am 10. Mai 1994 desselben Jahres erschien das Lied als Teil des sechsten Pretenters Studioalbums Last of the Independents (Katalognummer: 4509-95822-2), dessen erste Singleauskopplung es ist.

## Musikvideo
Das dazugehörige Musikvideo entstand unter der Regie des Londoner Filmemachers Zanna. Es spielt in einer alten Holzhütte und zeigt Hynde bei der Pflege eines kranken Mannes. Während des Videos versucht Hynde, ihn zu trösten und sich um ihn zu kümmern. Es ist unklar, ob der Mann sie hört oder sich ihrer Anwesenheit überhaupt bewusst ist. Sie nimmt den Mann in den Arm und flickt auch seine Kleidung. Sie hilft ihm mit Werkzeugen, als er versucht, eine Maschine zu reparieren. Später, nachdem sie ihn mühsam geweckt hat, trägt sie den kranken Mann in eine Badewanne, wo sie ihn wäscht und pflegt. Schließlich verlässt der Mann, nun wieder vollständig bekleidet, die Hütte, während Hynde ihm nachschaut.

## Rezeption

### Rezensionen
Larry Flick von Billboard schrieb, dass Chrissie Hynde „mit einer abgenutzten, aber warmen Stimme zurückkehrt, die eine kraftvolle, bewegende Präsenz hervorruft.“
Steve Baltin von Cashbox meinte: „Kaum zu glauben, dass dies dieselbe Chrissie Hynde ist, die einst in dem Song Precious der Welt sagte, sie solle sich 'verpissen'. Vor vierzehn Jahren war es die Überzeugung, mit der sie sang, die die Leute zu ihr hinzog. Auch wenn dieser Song einen deutlich anderen Ton hat, ist das Gefühl so stark wie eh und je. Darüber hinaus ist Hyndes Gesang inzwischen so weit gediehen, dass sie sich mit den Besten messen kann...“
Ken Tucker von Entertainment Weekly stellte fest, dass die Sängerin auf dem Album „immer wieder Form und Inhalt in Einklang bringt“ und bemerkte, dass sie „in der düsteren Hymne einem geliebten Menschen feierliche Treue gelobt“.
Linda Ryan vom Gavin Report erklärte ihn zu einer der „wunderschönen, herzzerreißenden Balladen“ des Albums und fügte hinzu, dass er „ein Monsterhit in einer Vielzahl von Formaten sein wird“

### Mediale Verwendung
Ab 2010 wurde das Lied in einem Werbespot für die National Society for the Prevention of Cruelty to Children verwendet.

## Kommerzieller Erfolg

### Chartplatzierungen
I’ll Stand by You avancierte zum Top-10-Erfolg in Belgien-Flandern (Rang 7), Australien (Rang 8) oder auch dem Vereinigten Königreich (Rang 10).
| ChartsChartplatzierungen       | Höchstplatzierung | Wochen |
| ------------------------------ | ----------------- | ------ |
| Deutschland (GfK)              | 58 (10 Wo.)       | 10     |
| Vereinigte Staaten (Billboard) | 16 (30 Wo.)       | 30     |
| Vereinigtes Königreich (OCC)   | 10 (10 Wo.)       | 10     |

### Auszeichnungen für Musikverkäufe
| Land/Region                  | Auszeichnungen für Musikverkäufe (Land/Region, Auszeichnung, Verkäufe) | Verkäufe |
| ---------------------------- | ---------------------------------------------------------------------- | -------- |
| Australien (ARIA)            | Gold                                                                   | 35.000   |
| Spanien (Promusicae)         | Gold                                                                   | 30.000   |
| Vereinigtes Königreich (BPI) | Gold                                                                   | 400.000  |
| Insgesamt                    | 3× Gold ·                                                              | 465.000  |

## Coverversionen
- 1995: Julie Pietri – Je pense à nous (Album: Lumières)
- 1996: Shirley Bassey (Album: The Show Must Go On)
- 2004: Girls Aloud (Album: What Will The Neighbours Say?)
- 2005: Patti Labelle (Album: Classic Moments)
- 2006: Rod Stewart (Album: Still the Same… Great Rock Classics of Our Time)
- 2007: Carrie Underwood
- 2009: Glee Cast (Album: Glee: The Music – Season One, Vol. 2)
- 2010: David Garrett (Album: Rock Symphonies (Deluxe Edition))
- 2021: Josh Groban feat. Helene Fischer (Album: Harmony (Deluxe Edition))
- 2024: Walter Grootaers – Ik ben bij jou (Album: Optimisten Blues)